# 王小节
王小节（1977年2月17日—）是中国中央电视台的记者、主持人，曾在央视新闻频道主持《奥运来了》栏目。

## 生平
王小节2001年毕业于中国人民大学新闻系，毕业后进入中央电视台新闻中心工作，在《新闻联播》等栏目担任重大报道和各种大型直播节目的记者，2005年被评为最年轻的全国先进新闻工作者，此外还获得过中国新闻奖、五四新闻奖、全国文化好新闻奖等奖项。

## 家庭
王小节已婚，丈夫为央视主持人张羽。两人育有一名子女。
王小节的祖父为王任重，曾任国务院副总理、中共中央宣传部部长、中央书记处书记，第六届全国人大常委会副委员长，第七届全国政协副主席等职。